# 扇苞蒟蒻薯
扇苞蒟蒻薯（学名：Tacca subflabellata）为蒟蒻薯科蒟蒻薯属的植物。分布于中国大陆的云南省等地，生长于海拔120米至160米的地区，多生长在山腰湿地，目前尚未由人工引种栽培。